# Gara Borzești Bacău
Gara Borzești Bacău este o stație de cale ferată care deservește municipiul Onești, județul Bacău, România.
În această gară a fost întâmpinată în 20 iunie 1962 delegația de partid și guvernamentală a Uniunii Sovietice condusă de Nikita Sergheevici Hrușciov, împreună cu Gheorghe Gheorghiu-Dej, Ion Gheorghe Maurer, Gheorghe Apostol, Nicolae Ceaușescu, Gheorghe Gaston Marin (președintele Comitetului de Stat al Planificării), Corneliu Mănescu (ministrul afacerilor externe), Mihail Florescu (ministrul industriei petrolului și chimiei), alți oficiali precum Gheorghe Roșu (prim-secretar al Comitetului regional Bacău al P.M.R.), Ștefan Boboș (președintele sfatului popular al regiunii Bacău) și alți reprezentanți ai organelor locale de partid și de stat.
De asemenea, tot aici a fost întâmpinat Iosip Broz Tito în cadrul vizitei sale în Regiunea Bacău, în 20 aprilie 1966.

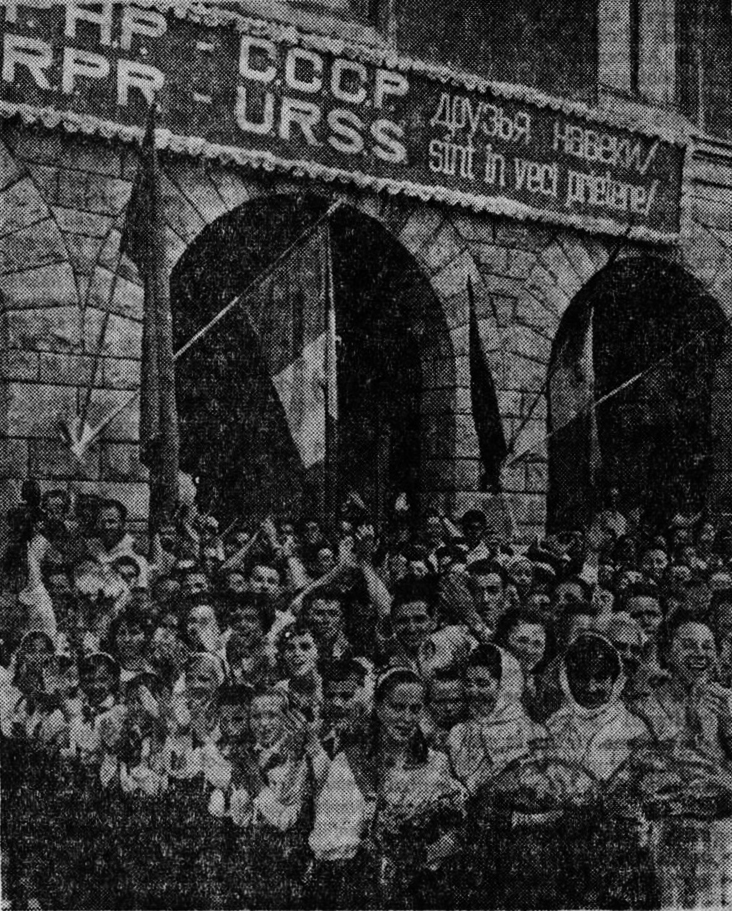
Primirea delegației de partid și guvernamentale a URSS în gara Borzești, Bacău.